# Archie Moore
Archibald Lee Wright dit « Archie » Moore est un boxeur américain né le 13 décembre 1913 à Benoit (Mississippi), qui grandit à St Louis (Missouri) et meurt le 9 décembre 1998 à San Diego (Californie). Il est un des rares à avoir été champion du monde de boxe en tant que boxeur puis entraîneur.

## Biographie

### Débuts
Tombé dans la délinquance dès son plus jeune âge, Moore passe une partie de sa jeunesse en centre d’éducation surveillée, jusqu’en 1934. Il se met alors à la boxe, et commence sa carrière professionnelle le 3 septembre 1935. Jusqu’en février 1941, il combat à 54 reprises, pour un résultat de 46 victoires, 5 défaites et 3 matchs nuls. En raison d’ulcères à l’estomac, il met alors un terme à sa carrière.

### Premier retour
Le 28 janvier 1942, Moore fait son retour en boxe. Après 6 victoires de suite, le 11 décembre 1942, il combat Eddie Brooker contre qui il avait fait match nul pour son dernier combat avant son année d’arrêt. Le titre de champion de Californie des poids moyens est en jeu. Moore envoie son adversaire au tapis 3 fois mais à l’issue des 12 rounds, les juges déclarent le match nul. Néanmoins, le 8 mai 1943, il s’empare de cette ceinture en battant Jack Chase par décision unanime en 15 rounds. Il perdra la revanche au mois d’août.

### Poids mi-lourd
Moore continue à combattre, remportant beaucoup de combats mais connaissant quelques défaites, notamment une contre le futur champion du monde des lourds Ezzard Charles le 20 mai 1946 qui le bat par décision unanime des juges en 10 rounds. Un an plus tard, Charles gagne également leur deuxième affrontement, par décision majoritaire.
En 1947, Moore s’empare de la ceinture de champion de Californie, cette fois en poids mi-lourds, en battant aux points Bobby Zander. Le 13 janvier 1948, il retrouve une 3e fois Ezzard Charles. Leur affrontement est très rude. Dans la 8e reprise, une suite de crochets envoie Moore à terre qui perd une 3e fois contre Charles.
Malgré de nombreuses victoires, Moore connait quelques revers en 1948 et 1949 battu par KO en 1 round par Leonard Morrow pour le titre de champion de Californie, et perdant deux combats par disqualification. Il enchaine néanmoins une longue série sans défaites jusqu’en 1951. Entre septembre 1951 et janvier 1952, il combat à trois reprises le challenger Harold Johnson, remportant leur premier affrontement, perdant le second, et gagnant le troisième.

### Champion du monde mi-lourds
Avec  un bilan depuis juin 1949 de 30 victoires, 1 défaite et 1 nul, et des victoires sur les sérieux Jimmy Slade, Bob Dunlap, Clarence Henry ou Clinton Bacon, Archie Moore se voit enfin offrir une chance mondiale, à l’âge de 36 ans. Il va combattre le champion du monde des mi-lourds Joey Maxim, ce dernier étant auréolé de sa récente victoire sur Sugar Ray Robinson. Le combat a lieu le 17 décembre 1952. Moore s’impose par décision unanime et remporte sa première ceinture mondiale. Il accordera deux revanches à Joey Maxim en 1953 et 1954, pour le même résultat.
Le 11 août 1954, il combat un challenger sérieux, le futur champion du monde Harold Johnson, de 15 ans son cadet. À la 10e reprise, Moore est envoyé à terre, et donné en retard aux points sur les cartes de deux juges après 13 des 15 rounds. Au 14e round cependant, Moore envoie à son tour son challenger à terre, et s’impose par KO technique. Le 22 août 1955, il bat Bobo Olson par KO au 3e round.

### Archie Moore contre Rocky Marciano
Mais Archie Moore souhaite conquérir le titre de champion du monde dans la catégorie des lourds. Il avait déjà à quelques reprises boxé dans cette catégorie en combats de préparation, et le 21 septembre 1955, s’apprête à affronter Rocky Marciano. L’évènement draine une quantité considérable de fans. Marciano est donné favori à 4 contre 1. Dix ans plus jeune, il est invaincu en 48 combats. Si Moore compte 120 victoires, il a également connu la défaite 19 fois.
Pourtant, une droite de Moore envoie Marciano à terre au 2e round. Ce dernier se relève et repart au combat. Au 6e round, Marciano place un direct du droit qui fait chuter Moore. Durant la minute qui suit, il se déchaine et pilonne sans relâche son adversaire qui finit par retourner au tapis. À la fin de la 8e reprise, Marciano envoie Moore au sol une fois encore. En début de 9e, Marciano se déchaine et envoie des crochets sans relâche. Après une minute, Moore qui tentait tant bien que mal de résister finit par chuter, il perd par KO.

### Archie Moore contre Floyd Patterson
Moore reste champion du monde des poids mi-lourds et il défend son titre contre Yolande Pompey. Ce dernier commence bien le combat et mène aux points après 8 reprises. Mais Archie Moore se déchaine dans la 9e reprise, blesse son adversaire, l’envoie 3 fois à terre dans la 10e reprise avant que l’arbitre n’arrête la rencontre.
Le 30 novembre 1956, après 11 victoires  consécutives, il tente donc une nouvelle fois sa chance pour remporter le titre de champion du monde des poids lourds, désormais  vacant depuis la retraite de Rocky Marciano. Son adversaire est un autre boxeur venant des poids mi-lourds, Floyd Patterson. Néanmoins, Moore accuse 22 ans de plus que son adversaire. Au 5e round, Patterson envoie Moore à terre d’un crochet du gauche. Relevé, le premier coup de Patterson (un court crochet du droit) le fait chuter, il se relève trop tard et perd le combat.

### Fin de carrière
Revenu en poids mi-lourds, il enchaine alors les victoires, et défend notamment son titre contre Tony Anthony en 1957, qu’il bat par KO au 7e round et Yvon Durelle à deux reprises : La première dans un combat compliqué où il aura d’abord été à terre 4 fois avant de mettre KO son adversaire au 11e round, la seconde par KO au 3e round.
Moore est destitué par la NBA (National Boxing Association) en octobre 1960 pour ne pas avoir remis sa ceinture en jeu dans le délai imparti, mais il reste champion de la NYSAC (New-York State Athlétic Commission). Il bat par décision unanime Giulio Rinaldi le 10 juin 1961 qui l’avait battu l’année précédente dans un combat sans titre en jeu. En 1962, la NYSAC destitue à son tour Archie Moore de son titre.
Moore livre quelques combats en poids lourds durant l’année 1962. En novembre, à 48 ans, il affronte Cassius Clay dans un combat sans titre en jeu. Clay est invaincu en 15 combats et n’a que 20 ans. Sa vitesse et sa jeunesse lui permettent de dominer son adversaire qui accuse son âge. Clay avait prédit qu’il battrait Moore dans la 4e reprise, et il y parvient : des combinaisons de coups envoient Archie à terre à trois reprises, l’arbitre arrête le combat.
Moore livre un dernier combat à 49 ans, le 15 mars 1963, qu’il remporte par KO technique au 3e round. Il aura livré 220 combats professionnels en 28 ans de carrière.

### Acteur
Après sa carrière sportive, son caractère affable lui permet d'entamer une carrière d'acteur au cinéma et à la télé (il joua dans Perry Mason par exemple).

### Entraîneur
Sa très grande connaissance du métier lui donna l'occasion de prodiguer ses conseils aux plus grands : entraîneur de Cassius Clay (1962) avant de l'affronter comme boxeur, mais l'expérience fut courte : Clay refusait les corvées de nettoyage après les entraînements. Archie Moore dut attendre 32 ans pour être champion du monde, en tant qu'entraîneur de George Foreman en 1994, 4 ans avant sa mort.

### Vie personnelle
Sa fille J' Marie Moore a également décidé d'embrasser la carrière de boxeuse professionnelle.

## Distinction
- Archie Moore est membre de l'International Boxing Hall of Fame depuis sa création en 1990[15].

## Filmographie
- 1951 : C'est déjà demain ("Search for Tomorrow") (série TV) : Kid Granett (1982)
- 1960 : Les Aventuriers du fleuve (The Adventures of Huckleberry Finn), de Michael Curtiz : Nigger Jim ou Jim
- 1964 : Les Ambitieux (The Carpetbaggers) : Jedediah
- 1964 : Le Prix d'un meurtre (The Hanged Man) de Don Siegel (TV) : Xavier
- 1966 : La Grande combine (The Fortune Cookie) : Mr. Jackson
- 1970 : My Sweet Charlie (TV)
- 1972 : Cutter (film) (TV) : Ray Brown
- 1973 : Échec à l'organisation (The Outfit) de John Flynn : Packard
- 1975 : Le Solitaire de Fort Humboldt (Breakheart Pass) : Carlos (le chef)